# Mike Doonesbury
Mike Doonesbury è un personaggio immaginario protagonista della striscia a fumetti Doonesbury, ideata da Garry Trudeau negli anni sessanta. Al suo esordio, era un ragazzo universitario con atteggiamenti da nerd ma, data la peculiare natura in continua evoluzione della striscia, è negli anni cresciuto e maturato ed è attualmente un uomo sposato di mezza età, con una figlia ed un divorzio alle spalle.

## Biografia

### Gli esordi
Nelle sue prime apparizioni, Mike era una giovane matricola della fantasiosa università di Walden; i suoi tratti distintivi erano la totale incapacità di relazionarsi con le donne - ed il conseguente rifiuto di ammettere questa incapacità - e una insana passione per le cause perse (ad esempio, sosteneva spesso le campagne elettorali di candidati che non avevano la minima possibilità di vincere). Inoltre, era solito sfogare le sue frustrazioni parlando con la propria immagine allo specchio (la quale, di solito, gli rispondeva insultandolo).
Dopo alcuni anni all'università, Mike si trasferì nella comune del campus, insieme ad altri personaggi che avrebbero, in seguito, rivestito un ruolo centrale nella saga, come B.D. (capitano della squadra di football universitaria e già suo compagno di stanza), Zonker (uno stralunato hippie), Mark (un agitatore politico che sarebbe in seguito diventato giornalista), Joanie (una attivista femminista) e altri. Con alterne vicende, riuscì 
infine a laurearsi, e a sposarsi con la figlia di Joanie, J.J., un'artista di performance art.

### La carriera e il matrimonio
In seguito alla laurea e al matrimonio, Mike tentò la carriera pubblicitaria, pur trovando, in varie occasioni, quel lavoro in totale contrasto con i propri valori e trovandosi per questo combattuto in profondi dilemmi morali tra l'accettare i compiti che gli venivano assegnati o ribellarsi ad essi. Uno di questi compiti fu la creazione di una mascotte per una industria di sigarette, incarico che gli causò, fra l'altro, sogni ricorrenti in cui veniva perseguitato da una sigaretta parlante, Mr Butts (un personaggio che sarebbe poi saltuariamente ricomparso negli incubi e nelle visioni di Mike e di altri personaggi, come ad esempio Zio Duke). Ad ogni modo, nonostante i dubbi morali ed etici, Mike accettò tutti gli incarichi lavorativi che gli vennero offerti, essendo troppo timido per ribellarsi davvero e troppo pavido per cercare un altro impiego.
Sul fronte familiare, intanto, le cose non andavano per il meglio: il suo matrimonio con J.J. era stato burrascono fin dall'inizio, essendo i due personaggi dotati di caratteri decisamente incompatibili, e le cose peggiorarono nel corso degli anni, fino a che i semplici rapporti umani tra i due si ridussero quasi del tutto. In quel periodo, Mike ebbe un'infatuazione per una sua vecchia compagna i università, Nicole, che tuttavia non si trasformò in una vera relazione in quanto, all'ultimo momento, J.J. rivelò di essere incinta, dissuadendo Mike da eventuali scappatelle coniugali. J.J. diede alla luce una figlia, Alex, nel 1988 ma, sebbene questo avvenimento diede nuova linfa per un certo periodo al matrimonio tra lei e Mike, i due finirono comunque per divorziare  nel 1996.

### Avvenimenti recenti
In seguito al divorzio, Mike perse anche il lavoro, e rimase disoccupato per un lungo periodo, diventando sempre più depresso. Infine, riuscì ad ottenere un lavoro presso l'agenza di computer di un suo vecchio amico, Bernie, lasciando per questo la città di Tulsa, in cui viveva, e trasferendosi a Seattle. Qui conobbe una ragazza vietnamita, Kim Rosenthal, brillante e avvenente programmatrice informatica, di molto più giovane di lui, con la quale, dopo un rapido fidanzamento, convolò a nozze. I due, con l'aiuto della figlia Alex che, detestando il nuovo fidanzato di J.J., Zeke Brenner, era venuta a vivere con il padre, fondarono una loro azienda, la Mikim, compagnia on-line per la vendita di software. Nonostante un inizio brillante (le quotazioni in borsa schizzarono alle stelle facendo guadagnare milioni alla coppia) la compagnia fallì miseramente nel giro di pochi mesi, a causa della concorrenza sleale della Microsoft. Mike e Kim, tuttavia, non si persero d'animo e, di nuovo con la consulenza di Alex, fondarono una nuova compagnia, tuttora in attivo: MyVolture.com, una agenzia on-line per la compravendita delle giacenze di altre compagnie in fallimento.
Mike, Kim e Alex attualmente vivono felicemente a Seattle.

## Il personaggio
Mike è un po' il tuttofare della serie; rispetto agli altri personaggi del fumetto, ognuno contraddistinto da un certo grado di follia e surrealismo, è una persona normale e credibile, con la quale i lettori possono facilmente identificarsi e confrontarsi. Per ammissione dello stesso autore, è in gran parte un personaggio autobiografico, in quanto Trudeau ha riversato in lui gran parte del suo carattere e delle sue esperienze, ed è per questo motivo che, nella maggior parte delle volte, le considerazioni e le prese di posizione di Mike rispecchiano quelle del suo autore. Il cognome di Mike, come il titolo della serie, deriva invece dalla parola "doonie", che in inglese americano identifica una persona che non ha paura di apparire come è, e del nome Charles Pittsbury, un compagno di università di Trudeau.
Al suo esordio, Mike aveva idee liberali, ovviamente in accordo con il suo autore, ma con il passare degli anni la sua visione politica si è andata sempre di più spostando verso un moderato conservatorismo, avvicinandosi a quella del partito Repubblicano, mentre il suo carattere si è parallelamente fatto più disincantato e cinico. Ad ogni modo, l'accesa avversione verso la presidenza di George W. Bush ha fatto sì che negli ultimi anni il suo apprezzamento tornasse a rivolgersi verso i democratici
Mike è stato coinvolto, seppure marginalmente, negli attentati dell'11 settembre 2001: il suo vecchio capufficio, Mr. Bellows, è difatti morto nel crollo di una delle due Torri Gemelle del World Trade Center. Questo fatto ha colpito notevolmente Mike, riempiendolo di dispiacere e di rimorso, in quanto aveva sempre pubblicamente detestato il suo vecchio capo.
Una delle tradizioni della serie è il cosiddetto Sogno ad occhi aperti di Mike: una volta all'anno, per alcune settimane, la striscia è dedicata alle fantasticherie di Mike, nelle quali egli immagina le cose della sua vita come vorrebbe che fossero: ad esempio, sogna di avere un figlio (maschio) o di essere il consigliere personale del Presidente. In alcune rare occasioni, questi sogni si sono realizzati: ad esempio in un episodio Mike sognava di essere assunto dal suo amico Bernie, cosa che poi puntualmente avviene, senza che venga fornita nessuna spiegazione. Quando sogna o riflette sulla propria vita, inoltre, Mike ha l'abitude di riferirsi a se stesso in terza persona, utilizzando l'appellativo di "Mike The Man Doonesbury". In una recente tavola domenicale, si è scoperto che anche sua figlia Alex parla mentalmente di sé in terza persona, riferendosi a se stessa come ad "Alex Vai, Ragazza! Doonesbury".
Altra consuetudine della striscia è la Posta dei lettori, ovviamente affidata a Mike, nella quale egli, aiutato da Zonker, risponde direttamente dalle vignette della striscia alle lettere (vere o presunte tali) inviate dai lettori.